# Morti nel 1769
| Questa pagina contiene informazioni ricavate automaticamente dalle voci biografiche con l'ausilio del template Bio e di un bot. L'aggiornamento è periodico e automatico e ricostruisce completamente la pagina. Se manca una persona in questa lista, sei pregato di non aggiungerla, ma accertati piuttosto che la sua voce biografica contenga il template Bio e che i dati anagrafici siano correttamente compilati. Se il template Bio manca, inseriscilo tu stesso o, in alternativa, metti l'avviso {{tmp\|Bio}} che ne segnala la mancanza. Se i dati riportati sono sbagliati, correggi direttamente la voce biografica; le modifiche saranno visibili in questa lista entro pochi giorni. Per chiarimenti vedi il progetto biografie. La lista contiene solo le 81 persone che sono citate nell'enciclopedia e per le quali è stato implementato correttamente il template Bio. Pagina aggiornata al 2 lug 2025. |

## Gennaio(5)
- 6 gennaio - Giuseppe Maria Brignole Sale, marchese italiano (n. 1703)
- 19 gennaio - Daniel-Charles Trudaine, ingegnere e funzionario francese (n. 1703)
- 20 gennaio - Federico Cristiano di Brandeburgo-Bayreuth, nobile tedesco (n. 1708)
- 25 gennaio - Francesco Trevisan Suarez, vescovo cattolico italiano (n. 1687)
- 29 gennaio - Gottfried Prehauser, attore teatrale e commediografo austriaco (n. 1699)

## Febbraio(8)
- 2 febbraio - Papa Clemente XIII, papa, vescovo cattolico e cardinale italiano (n. 1693)
- 3 febbraio - Domenico Andrea Cavalcanti, arcivescovo cattolico italiano (n. 1698)
- 9 febbraio - Giovanni Domenico Piana, ingegnere italiano (n. 1708)
- 12 febbraio - Francesco Piazza, vescovo cattolico italiano (n. 1707)
- 16 febbraio - Durancy, attore teatrale e regista teatrale francese
- 21 febbraio - Anna Michajlovna Voroncova, nobildonna russa (n. 1743)
- 25 febbraio - Henry Flitcroft, architetto inglese (n. 1697)
- 28 febbraio - Antoine Ferrein, medico e anatomista francese (n. 1693)

## Marzo(4)
- 2 marzo - Péter Bod, scrittore e storico ungherese (n. 1712)
- 23 marzo - Zaccaria Valaresso, letterato italiano (n. 1686)
- 28 marzo - Pietro e Girolamo Ballerini, presbitero, teologo e filologo italiano (n. 1698)
- 31 marzo - Fortunat Bergant, pittore sloveno (n. 1721)

## Aprile(8)
- 5 aprile - Marc-Antoine Laugier, teorico dell'architettura e storico dell'architettura francese (n. 1713)
- 5 aprile - Anton Karl von Salm-Reifferscheidt, nobile, politico e militare austriaco (n. 1720)
- 10 aprile - Johann Friedrich Armand von Uffenbach, musicista tedesco (n. 1687)
- 13 aprile - Anna Canalis di Cumiana, nobile italiana (n. 1680)
- 15 aprile - Maria Leopoldina di Anhalt-Dessau, principessa (n. 1746)
- 16 aprile - Pietro Nachini, organaro italiano (n. 1694)
- 20 aprile - Capo Pontiac, condottiero nativo americano (n. 1720)
- 22 aprile - Camillo Rospigliosi, III principe Rospigliosi, nobile italiano (n. 1715)

## Maggio(3)
- 3 maggio - Nicola De Filippis, pittore italiano (n. 1694)
- 18 maggio - Marco VII di Alessandria, vescovo cristiano orientale egiziano
- 31 maggio - Francesco Fontebasso, pittore italiano (n. 1707)

## Giugno(6)
- 4 giugno - Antonio Gai, scultore italiano (n. 1686)
- 4 giugno - Giambattista Lolli, scacchista italiano (n. 1698)
- 7 giugno - Antoine-Alexandre-Henri Poinsinet, commediografo e librettista francese (n. 1735)
- 17 giugno - Gustaf Fredrik von Rosen, generale e politico svedese (n. 1688)
- 25 giugno - Carlo Francesco Durini, cardinale italiano (n. 1693)
- 28 giugno - Elisabeth Stierncrona, contessa e scrittrice svedese (n. 1714)

## Luglio(2)
- 7 luglio - James Hamilton, VII duca di Hamilton, nobile scozzese (n. 1755)
- 27 luglio - Johann Christian Vollerdt, pittore tedesco (n. 1708)

## Agosto(7)
- 1º agosto - Jean-Baptiste Chappe d'Auteroche, astronomo francese
- 2 agosto - Daniel Finch, VIII conte di Winchilsea, politico inglese (n. 1689)
- 9 agosto - Alexander Drummond, diplomatico e viaggiatore scozzese (n. 1698)
- 17 agosto - Giuseppe Bazzani, pittore italiano (n. 1690)
- 26 agosto - Jacopo Facciolati, poeta, scrittore e latinista italiano (n. 1682)
- 28 agosto - William Villiers, III conte di Jersey, nobile inglese (n. 1707)
- 29 agosto - Edmond Hoyle, scrittore inglese (n. 1672)

## Settembre(3)
- 22 settembre - Antonio Genovesi, scrittore, filosofo e economista italiano (n. 1713)
- 27 settembre - Anna Orzelska, nobildonna polacca (n. 1707)
- 27 settembre - Giovanni Domenico Mansi, arcivescovo cattolico, teologo e storico italiano (n. 1692)

## Ottobre(4)
- 4 ottobre - Antonio Niccolini, abate, giurista e letterato italiano (n. 1701)
- 13 ottobre - Vito D'Anna, pittore italiano (n. 1718)
- 16 ottobre - Angelo Paolo Carena, storico italiano (n. 1740)
- 25 ottobre - Alexander Montgomerie, X conte di Eglinton, nobile scozzese (n. 1723)

## Novembre(6)
- 2 novembre - Georg Johann Mattarnovi, architetto tedesco
- 10 novembre - Giovanni Battista Mazzoleni, scultore italiano (n. 1699)
- 18 novembre - Nicolò Figlia, scrittore e presbitero italiano (n. 1693)
- 25 novembre - Ernestina Albertina di Sassonia-Weimar, nobile tedesca (n. 1722)
- 27 novembre - Kamo no Mabuchi, poeta, filologo e filosofo giapponese (n. 1697)
- 30 novembre - Diane Adélaïde de Mailly, francese (n. 1713)

## Dicembre(13)
- 2 dicembre - Dietrich di Anhalt-Dessau, nobile tedesco (n. 1702)
- 3 dicembre - Giuseppe Schirò, arcivescovo cattolico italiano (n. 1690)
- 5 dicembre - Elizabeth Wyndham, nobildonna inglese (n. 1719)
- 5 dicembre - Jean-Paul de Rome d'Ardène, botanico, agronomo e presbitero francese (n. 1690)
- 8 dicembre - Nicola Antonio De Martino, matematico italiano (n. 1701)
- 8 dicembre - Giuseppe Federico Ernesto di Hohenzollern-Sigmaringen, principe (n. 1702)
- 13 dicembre - Pierre-Antoine Baudouin, pittore e disegnatore francese (n. 1723)
- 13 dicembre - Christian Fürchtegott Gellert, poeta, scrittore e filosofo tedesco (n. 1715)
- 21 dicembre - Anton Corfitz Ulfeldt, nobile, diplomatico e politico austriaco (n. 1699)
- 28 dicembre - Vijaya Raghunatha Raya Tondaiman I, indiano (n. 1713)
- 29 dicembre - Agostino Chigi della Rovere, III principe di Farnese, principe italiano (n. 1710)
- 30 dicembre - Carlo Franchi, giurista e mecenate italiano (n. 1699)
- 30 dicembre - Faustina Pignatelli, fisica e matematica italiana (n. 1705)

## Senza giorno specificato(12)
- Peter Annet, teologo inglese (n. 1693)
- Mariano Aristuto, poeta, scenografo e geologo italiano (n. 1688)
- Ottavio Bettoli, architetto italiano
- Carl Wilhelm Cederhielm, nobile svedese (n. 1705)
- Ignazio Gerusalemme, compositore italiano (n. 1707)
- Giuseppe Grisoni, pittore fiammingo (n. 1699)
- Hakuin Ekaku, monaco buddhista giapponese (n. 1686)
- Mamuka d'Imerezia, re (n. 1719)
- Goronwy Owen, presbitero e poeta gallese (n. 1723)
- Antonio Palomba, librettista e poeta italiano (n. 1705)
- Józef Pułaski, giurista polacco (n. 1704)
- Giovanni Zanardi, pittore italiano (n. 1700)